# Four Bears (hidatsa høvding)
Four Bears (født 1810 eller 1811:31  – død 1861) var en populær anden-høvding eller krigs-høvding i hidatsa stammen på et turbulent tidspunkt i den lille nations historie. Han overlevede en koppe-epidemi, var med til at grundlægge den sidste hidatsa by af jordhytter i North Dakota, og hans folk valgte ham som stammens beskytter, til en sioux dræbte ham i 1861.
(Four Bears må ikke forveksles med høvding Four Bears i mandan stammen).:86 

## Four Bears tidlige år
Four Bears var søn af hidatsaen Two Tails ifølge antropologen Alfred W. Bowers, der lavede feltarbejde blandt hidatsaerne i 1930erne.:37  En pelsopkøber blandt hidatsaerne sidst i 1850erne fik den opfattelse, at Four Bears var en tilfangetaget assiniboine opvokset i stammen.:58 
Der vides ikke meget om Four Bears tidlige liv i byen Sakakawea ved Knife River, der var beboet af awatixa hidatsaer.:38  Han lader til at have haft en broder.:102 
Efter at siouxer havde brændt Sakakawea i foråret 1834, rykkede de fleste awatixaer tilsyneladende ind i hidatsaernes hovedby ved Knife River, Big Hidatsa.:133 

## Four Bears’ familie
Four Bears’ far eller adoptivfar fastede tit og opbyggede et ry som en effektiv leder af krigsgrupper.:155  Two Tails’ succes skyldtes delvis, at han ejede to hellige Wolf stammebundter, der især bragte held i krig.:393  Begge bundter blev overtaget på traditionel vis af Four Bears som voksen og banede også vejen frem for ham i livet.:257 
Høvding Four Bears havde mindst to koner.:157  Kunstneren Kurz, der på fransk omtalte høvdingen som Quatre Ours, beskrev en af dem som billedskøn.:96  Som yngre fandt Four Bears sammen med Not Mink, mens høvdingen var noget oppe i årene, da han og den unge Eagle indgik ægteskab.:417 
Four Bears og Not Mink fik sønnen Black Owl. En anden høvdingesøn, uvist med hvilken kone, var William Bell.:417  Four Bears havde mindst én søn sammen med sin unge kone, som han jaloux vogtede over og afstraffede, da hun engang forlod både sønnen og hjemmet for en mandan.:157 
Four Bears bad missionær De Smet om at døbe sine to små sønner og også andre familiemedlemmer i 1851, da jesuitten besøgte Like-a-Fishhook Village på vej til et traktatmøde ved Fort Laramie.:651 
En af Four Bears koner døde af sygdom i oktober 1858, og høvdingen skar sit hår kort i sorg.:285 

## Four Bears som leder
Four Bears overlevede en koppe-epidemi i 1837. Efter et angreb på en chanceløs gruppe assiniboiner kort tid efter måtte Four Bears behandles for et skudsår. Formålet med kampen var at tage kvinderne og børnene i gruppen til fange som en erstatning for stammens egne kvinder og børn, der var døde under epidemien.:256 
Næste år:30  anførte Four Bears sin første krigsgruppe, der dræbte seks assiniboiner og erobrede en hvid hest.:254 
Omkring 1844-1845 opgav hidatsaerne at leve ved Knife River mere, og sammen med flere mandaner flyttede de op ad Missouri River. På en kendt plads ved floden anlagde de deres sidste by af jordhytter, Like-a-Fishhook Village. Four Bears afmærkede byens omkreds. Han fik til opgave fysisk at beskytte byen,:38  da ingen målte sig med ham som kriger.:37  I byens første år organiserede han forsvaret af bebyggelsen mod siouxer og assiniboiner, og han var anerkendt som Like-a-Fishhook Villages redningsmand.:40 
Som han allerede før havde gjort med held, stod høvdingen i spidsen for en krigsgruppe omkring 1849.:33  I 1851 havde han vundet i alt 14 hædersbevisninger.:95  Fjenderne var assiniboiner og siouxer, deriblandt to kvinder.:255  Høvdingen trak sig engang ud af en kamp med en berdache fra sioux stammen iklædt kvindetøj og bevæbnet med en gravestok; han blev rost i stammen for sin dømmekraft ved ikke at udfordre en så hellig og næsten uovervindelig karakter.:256 
Four Bears fulgtes med bl.a. De Smet og flere hidatsaer, crower og assiniboiner gennem Montana og Wyoming til Fort Laramie i 1851.:653  Høvdingen satte sit kryds på Fort Laramie traktaten (1851) på vegne af hidatsaerne.:594-596 
Da en mandan på et tidspunkt lokkede Four Bears’ unge kone med til en jagtlejr ude på prærien, opfordrede den jaloux høvding hidatsaerne til at gribe til våben mod deres gamle allierede i mandan stammen. Selv blandt sine nærmeste støtter mistede Four Bears anseelse ved at prøve at misbruge høvdinge-embedet på den måde.:157 
Under vinteren 1859-1860 fungerede Four Bears som leder af awatixa hidatsaernes vinterby.:36 
Four Bears blev overrasket af en sioux krigsgruppe og dræbt i sommeren 1861.:108 

## Four Bears Bridge og Four Bears Casino
En bro over Lake Sakakawea i Fort Berthold reservatet hedder Four Bears Bridge efter høvdingene i hidatsa – og mandan stammen.
Four Bears Casino and Lodge er ligeledes navngivet efter de to ledere som en tribut til dem.